# Ormosia diversipes
Ormosia diversipes är en tvåvingeart som beskrevs av Alexander 1919. Ormosia diversipes ingår i släktet Ormosia och familjen småharkrankar. Inga underarter finns listade i Catalogue of Life.